# سیب مجلسی
سیب مجلسی یا سیب دسر (به انگلیسی: Table apple) گروهی از ارقام سیب هستند که برخلاف سیب پختنی یا سیب شراب برای مصرف خام پرورش داده می‌شوند. سیب مجلسی معمولاً شیرین هستند و در نمایشگاه بویژه نوع معطر که آن را از بقیه سیب‌ها متفاوت می‌کند بیشترین جایزه را برده‌اند.
رایج‌ترین سیب‌های مجلسی عبارتند از:
- سیب سرخ
- فوجی
- جینجر گولد
- گالا
- آدامز پرل مین
- بانوی صورتی
- گرنی اسمیت